# صولانج جمیل
صولانج جمیل (عربی: صولانج الجمیل، انگلیسی: Solange Gemayel؛ زادهٔ ۱۹۴۹) سیاستمدار لبنانی و همسر بشیر جمیل بنیانگذار شبه نظامیان نیروهای لبنانی و رئیس جمهور سابق لبنان است.
وی از سال ۲۰۰۵ تا ۲۰۰۹ عضو پارلمان لبنان بوده‌است.